# Saulnières (Eure y Loir)
 Saulnières  es una población y comuna francesa, en la región de  Centro, departamento de Eure y Loir, en el distrito de Dreux y cantón de Dreux-Ouest.

## Demografía
| 389 | 357 | 371 | 475 | 469 | 538 |
| Para los censos de 1962 a 1999 la población legal corresponde a la población sin duplicidades (Fuente: INSEE [Consultar]) |     |     |     |     |     |